# Маршезёй
Маршезёй (фр. Marcheseuil) — коммуна во Франции, находится в регионе Бургундия. Департамент коммуны — Кот-д’Ор. Входит в состав кантона Льерне. Округ коммуны — Бон.
Код INSEE коммуны — 21379.

## Население
Население коммуны на 2010 год составляло 173 человека.
| 1962 | 1968 | 1975 | 1982 | 1990 | 1999 | 2010 |
| ---- | ---- | ---- | ---- | ---- | ---- | ---- |
| 264  | 226  | 204  | 181  | 160  | 156  | 173  |

## Экономика
В 2010 году среди 89 человек трудоспособного возраста (15—64 лет) 64 были экономически активными, 25 — неактивными (показатель активности — 71,9 %, в 1999 году было 63,9 %). Из 64 активных жителей работали 61 человек (35 мужчин и 26 женщин), безработных было 3 (1 мужчина и 2 женщины). Среди 25 неактивных 2 человека были учениками или студентами, 11 — пенсионерами, 12 были неактивными по другим причинам.